# 제주 드림타워
제주 드림타워(영어: Jeju Dream Tower)는 대한민국 제주특별자치도 제주시 노형동에 있는 호텔이다. 지상 38층, 지하 5층이고 높이 169m(168.99m)이며 롯데관광개발과 녹지그룹이 개발하고 동화투자개발이 계열사이며 각각 일반호텔과 관광호텔로 지어진다. 2016년 5월에 착공하여 2020년 5월에 완공되었으며 롯데시티호텔 제주(22층, 89m)를 제치고 제주특별자치도에서 가장 높은 건물이 되었다. 
제주도의 초고층 마천루이며 일반호텔과 관광호텔이 들어섰고 드림타워 리조트(DREAM TOWER RESORT)의 간판이 있다.

## 역사
2008년 제주 D-호텔 추진 계획이 있다. 2009년 1월 21일에 제1종지구단위계획구역 결정하였고 3월에 제주 드림타워로 명칭을 변경하였고 4월 6일에 관광숙박업 사업계획변경승인하고 5월 4일에 주택건설사업계획승인을 한 뒤 같은 해 착공하였다. 이후 공사가 중단되었다.
2011년 5월 2일에 착공연기가 있었고 2014년 3월 12일에 건축허가(허가사항변경)를 신청하였다. 2011년부터 2014년 4월 30일까지 착공연기(3회)가 있었고 5월 27일에 관광숙박업 사업계획변경승인을 하였고 5월 28일에 건축허가(허가사항변경)서 교육이 있고 11월 56층에서 38층으로 감소되었다. 12월 30일에 교통영향분석 · 개선대책 수립(2차변경심의) 접수하였다.
2015년 3월 3일에 교통영향분석 · 개선대책(2차변경심의) 사전검토 결과 알림이 있었다. 3월 26일에 건축(교통) 위원회 심의, 4월 29일에 건축허가(허가사항변경 2차) 신청 접수되었고 5월에 착공 1년 더 연장하다가 2016년 5월 27일에 착공신고필증 교부 및 착공하였다. 2017년 3월에 분양이 완료되고 2019년 9월에 제주 드림타워가 완공되었고 2020년 12월 18일에 개장을 했다.

## 구성
쌍둥이 호텔인 일반호텔과 관광호텔과 드림타워 리조트와 쇼핑몰으로 구성된다.
| 구성            | 비고                                               |
| --------------- | -------------------------------------------------- |
| 일반호텔        | 일반인들이 관리할 수 있는 호텔이다.                |
| 관광호텔        | 관광객들이 관리할 수 있는 호텔이다.                |
| 드림타워 리조트 | 드림타워 리조트는 수영장이 있다.                   |
| 쇼핑몰          | 가족과 함께 쇼핑을 할 수 있으며 복합쇼핑몰이 있다. |

## 높이
현재 제주특별자치도에서 가장 높은 건물이다. 그리고 제주특별자치도에서 가장 높은 호텔이다. 높이는 169m(168.99m)이다. 2020년 완공 후 제주특별자치도에서 가장 높은 마천루가 되었다. 2020년 제주특별자치도에 160m 이상 호텔이 완공되는 것은 처음이다. 2014년에 완공된 연동 롯데시티호텔 제주(22층, 89m)보다 높다.

## 특징
호텔은 2개동인 A동과 B동으로 구성된다. 일반호텔, 관광호텔, 드림타워 리조트, 쇼핑몰, 레스토랑 등이 있다. 그랜드 하얏트 제주가 있다. 총 1,600실이 있는데 타워 1은 총 750실(레지던스형 호텔)이 있고 타워 2는 총 850실(호텔)이 있다. 2020년 12월에 750객실을 개관했고 2021년 12월 두번째 타워에 총 850객실을 개관했다.

## 시설
호텔, 외국인 전용 카지노, 카지노, 수영장, 복합쇼핑몰 등이 있고 8층부터 37층까지는 호텔 객실이 있다.
| 층수                | 시설                                               |
| ------------------- | -------------------------------------------------- |
| 38층                | 레스토랑과 샴페인 라운지, 카페 등                  |
| 9층 ~ 37층          | 객실                                               |
| 8층                 | 객실, 야외수영장 및 풀사이드 레스토랑·바 등        |
| 6층                 | 실내수영장 및 스파 등 호텔부대시설                 |
| 3층 ~ 4층           | 디자이너 부띠크 쇼핑몰                             |
| 2층                 | 외국인 전용 카지노                                 |
| 1층                 | 차량 승·하차장, 로비, 야외광장, VIP고객 전용출입구 |
| 지하 5층 ~ 지하 1층 | 지하주차장                                         |

## 사건 및 사고
- 2022년 3월 14일 제주 드림타워 냉각탑에서 화재가 발생했다.
- 2023년 12월 3일 제주 드림타워 카지노내 객장에서 고객 칩 3500만원 절도사건이 발생했다.

## 같이 보기
- 제주특별자치도의 마천루 목록
- 제주시의 마천루 목록
- 대한민국의 호텔 목록